# Julio Gutiérrez Rubio
Julio Gutiérrez Rubio (Vitoria, 24 de agosto de 1923-Madrid, 11 de octubre de 2014) fue un político y abogado español.

## Biografía
Nacido en Vitoria en 1923, realizó estudios de derecho en la Universidad de Salamanca.
Durante su etapa universitaria fue jefe de distrito del SEU. Abogado de profesión, durante la Dictadura franquista ocupó cargos de relevancia. Alcalde de Salamanca entre 1962 y 1966, posteriormente ejerció como gobernador civil —y jefe provincial del Movimiento— en las provincias de Palencia, Huelva y Córdoba. También ocupó puestos relevantes en la Organización Sindical Española y en el seno del partido único de la dictadura, ejerciendo como delegado nacional de Prensa y Radio o vicesecretario general del Movimiento, en sustitutición del falangista histórico Manuel Valdés Larrañaga.
También fue procurador en las Cortes franquistas y miembro del Consejo Nacional del Movimiento.
Tras la muerte de Franco, en la Legislatura Constituyente de 1977-1979 fue senador por designación real.
Falleció en Madrid en 2014.